# Girolamo Lando
Girolamo Lando, Gerolamo Landus (ur. ?, zm. 16 października 1493) – duchowny katolicki, w latach 1458-1493 arcybiskup metropolita Krety. od 1474 do 1493 tytularny Łaciński patriarcha Konstantynopola.

## Życiorys
29 marca 1458 został mianowany arcybiskupem Krety. Funkcję tę pełnił do swojej rezygnacji w 1493 roku. 9 marca 1474 został również tytularnym łacińskim Patriarchą Konstantynopola. Ten tytuł posiadał do swojej śmierci 16 października 1493.